# Cantonul părăsit (film)
Cantonul părăsit este un film românesc din 1985 regizat de Adrian Istrătescu Lener. Rolurile principale au fost interpretate de actorii Dragoș Pâslaru, Vasile Nițulescu, Șerban Ionescu.

## Distribuție
Distribuția filmului este alcătuită din:
- Victoria Cociaș — Ileana
- Vasile Nițulescu
- Dragoș Pâslaru
- Beate Fredanov
- Șerban Ionescu
- Valentin Uritescu

## Primire
Filmul a fost vizionat de 104.303 spectatori de spectatori în cinematografele din România, după cum atestă o situație a numărului de spectatori înregistrat de filmele românești de la data premierei și până la data de 31 decembrie 2014 alcătuită de Centrul Național al Cinematografiei.